# Nederlandse Goudkust

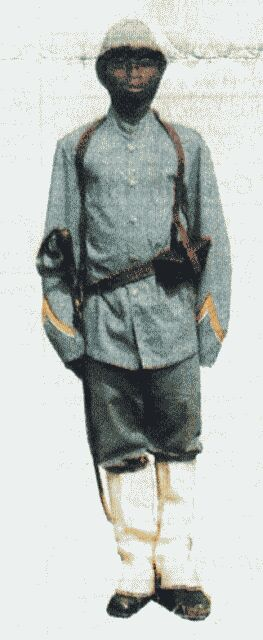
Belanda Hitam-rekruut

De Nederlandse Goudkust was een kolonie of handelspost in het huidige Ghana tussen 1612 en 1872.
In 1637 veroverde Johan Maurits van Nassau-Siegen het fort São Jorge d'Elmina op de Portugezen. Twee eerdere Nederlandse pogingen waren mislukt. De komende eeuwen zou dit fort een van de centra van de slavenhandel van de West-Indische Compagnie (WIC) vormen. Naast Fort Elmina bezaten de Nederlanders nog een aantal andere factorijen aan de Goudkust. Dit gebied moet niet verward worden met de Slavenkust waar de WIC ook enkele forten en factorijen had.
Het klimaat aan de kust was zo slecht dat de meeste Europeanen er stierven aan malaria, gele koorts of andere inheemse ziekten. Daarom waren enkele bijnamen van de kolonie: muskieten-, malaria- of moordkust.

## Geschiedenis
Rond 1600 werd er vanuit Nederland al handel gedreven op de kust van West-Afrika, waar vooral goud en ivoor werden gekocht. Onder andere Balthasar de Moucheron had enkele factorijen langs de kust van Senegal, maar ondervond bij uitbreiding van zijn handelsactiviteiten naar het zuiden last van de militaire macht van de Portugezen, die de Goudkust als hun domein beschouwden. In 1596 zonden hij en zijn neef Cornelis de Moucheron twee schepen met een strijdmacht onder bevel van Karel Hulscher naar de Goudkust om Fort Elmina aan te vallen. Ook Cornelis was daarbij. Na landing van de troepen werden zij door hun Afrikaanse gidsen in een hinderlaag gelokt, waarbij de meesten de dood vonden. Cornelis was een van de overlevenden.
In maart 1598 probeerde De Moucheron het opnieuw. Hij kreeg vijf schepen ter beschikking van de Staten-Generaal, en betaalde zelf de gage en uitrusting van de vijfhonderd manschappen. De vloot onder leiding van Julius Cleerhagen veroverde in augustus zonder tegenstand het eiland Principe en begon daar een fort te bouwen en akkers aan te leggen. Verzwakt door grote sterfte en een opstand van de eilandbewoners moest de expeditie worden opgegeven toen in november een grote Portugese vloot verscheen.
In oktober 1625 voerde een vloot van de WIC onder Jan Dircksz. Lam een aanval op Fort Elmina uit als onderdeel van het Groot Desseyn. De aan land gezette troepen werden echter overvallen door Afrikaanse bondgenoten van de Portugezen, en moesten zich met grote verliezen terugtrekken.
Na de verovering van Fort Elmina in 1637 bouwde de WIC een groot aantal forten langs de Goudkust. Zij gebruikte die  om behalve goud en ivoor ook slaven in te kopen voor de in Brazilië op de Portugezen veroverde suikerplantages. Na het verlies van Brazilië werden ze naar de slavenmarkt op Curaçao vervoerd. Daar werden ze gekocht door handelaren, die ze onder andere in Suriname weer aan plantagebeheerders verkochten.
Toen de WIC ontbonden werd, werden alle bezittingen overgenomen door de Staat. Tijdens de Franse bezetting van Nederland, werd de kolonie draaiende gehouden door een handjevol Nederlanders die nog aanwezig waren. Samen met Deshima was dit dus het enige echte vrije stukje van Nederland, aangezien alle andere koloniën werden beheerd door het Verenigd Koninkrijk.
In de negentiende eeuw werden via Elmina Afrikaanse soldaten geronseld voor het KNIL; de zogenaamde "Belanda Hitam". De meeste van deze soldaten bleven voorgoed in Indië, maar hun nazaten kwamen na de onafhankelijkheid van Indonesië in 1949 veelal naar Nederland. In het kader van een overeenkomst over het werven van deze soldaten stuurde Asantahene kwaku Dua in 1837 twee prinsjes, zijn zoon Aquasi Boachi en zijn neef Quamin Poko, ter opvoeding naar Koning Willem I. Zij ondervonden in Nederland veel tegenslagen, maar raakten onder andere bevriend met prinses Sophie van Oranje-Nassau. Hun levensloop is door Arthur Japin beschreven in zijn roman De zwarte met het witte hart (1997).
Toen in het begin van de negentiende eeuw de slavenhandel werd afgeschaft ging het economisch minder met de kolonie. Volgens plan van de toenmalige gouverneur Herman Willem Daendels zouden er zelfvoorzienende plantages achter de forten moeten komen, om zo de Nederlandse invloed te vergroten. Om kolonisten te lokken ging hij er zelf met zijn zoons ook wonen en gaf subsidies. Hij stierf echter, zoals zoveel anderen, na enige jaren aan de gele koorts. Twee pogingen van het Nederlandse gouvernement in de jaren 1845-1849 om tot systematische goudwassing en -delving over te gaan, mislukten. De meerderheid van het uitgezonden Europese personeel overleed binnen korte tijd aan tropische ziektes. Goud werd nauwelijks gevonden. De investering van ongeveer 130.000 gulden leidde tot goudvondsten ter waarde van 44,14 gulden, waarna de regering het project stopzette.
De Goudkust kostte de staat jaarlijks 7.000 gulden tegen een winst van 4.600 gulden. Britse handelaren kregen steeds meer invloed, en namen geleidelijk ook het achterland over. De reden dát Nederland de kolonie niet verkocht was vooral gelegen in het niet willen opgeven van nationaal grondgebied.

## De ruil
In het Goudkustverdrag van 25 februari 1871 werden de Nederlandse factorijen aan de Goudkust voor 47.000 gulden verkocht aan de Britten. In ruil hiervoor kreeg Nederland de verzekering dat de Britten niet zouden ingrijpen in de pogingen om Atjeh in het noorden van Sumatra te veroveren. Daarnaast zou Nederland zijn dubbeltarieven voor in- en uitvoer en de differentiële rechten, die het op Nederlands-Indië hield, afschaffen en in ruil daarvoor zou het Verenigd Koninkrijk zijn aanspraak op Sumatra laten vallen. Een andere aanleiding was dat Nederland opnieuw in een kleine oorlog was verzeild met de koning van Ashantië. De Britten, die ook een conflict hadden met Ashantië, konden dan Goudkust hiervoor in strategisch belang gebruiken.
Aan de verkoop van de Goudkust gingen heftige discussies vooraf in beide kamers van de Staten-Generaal. De verdeling van meningen was simpel: de economen wilden de kolonie kwijt, en de nationalisten wilden deze behouden. De minister van koloniën Van Bosse zei: "Ik vind het een treurigen toestand om bezittingen te hebben, waar eigenlijk niemand gaarne heengaat zoolang hij nog droog brood te eten heeft!" Uiteindelijk kregen de economen toch gelijk, mede dankzij het feit dat er geen kolonisten meer te vinden waren.
Zo kwam, na het verlies van de Kaapkolonie in het begin van de negentiende eeuw, een definitief einde aan het Nederlandse koloniale rijk in Afrika. Koning Willem III liet weten dat hij: "het verlies betreurt van Onzen laatste Afrikaansche Erfgoederen". Op 6 april 1872 werd Elmina ceremonieel overgedragen aan de Britten.

## Forten

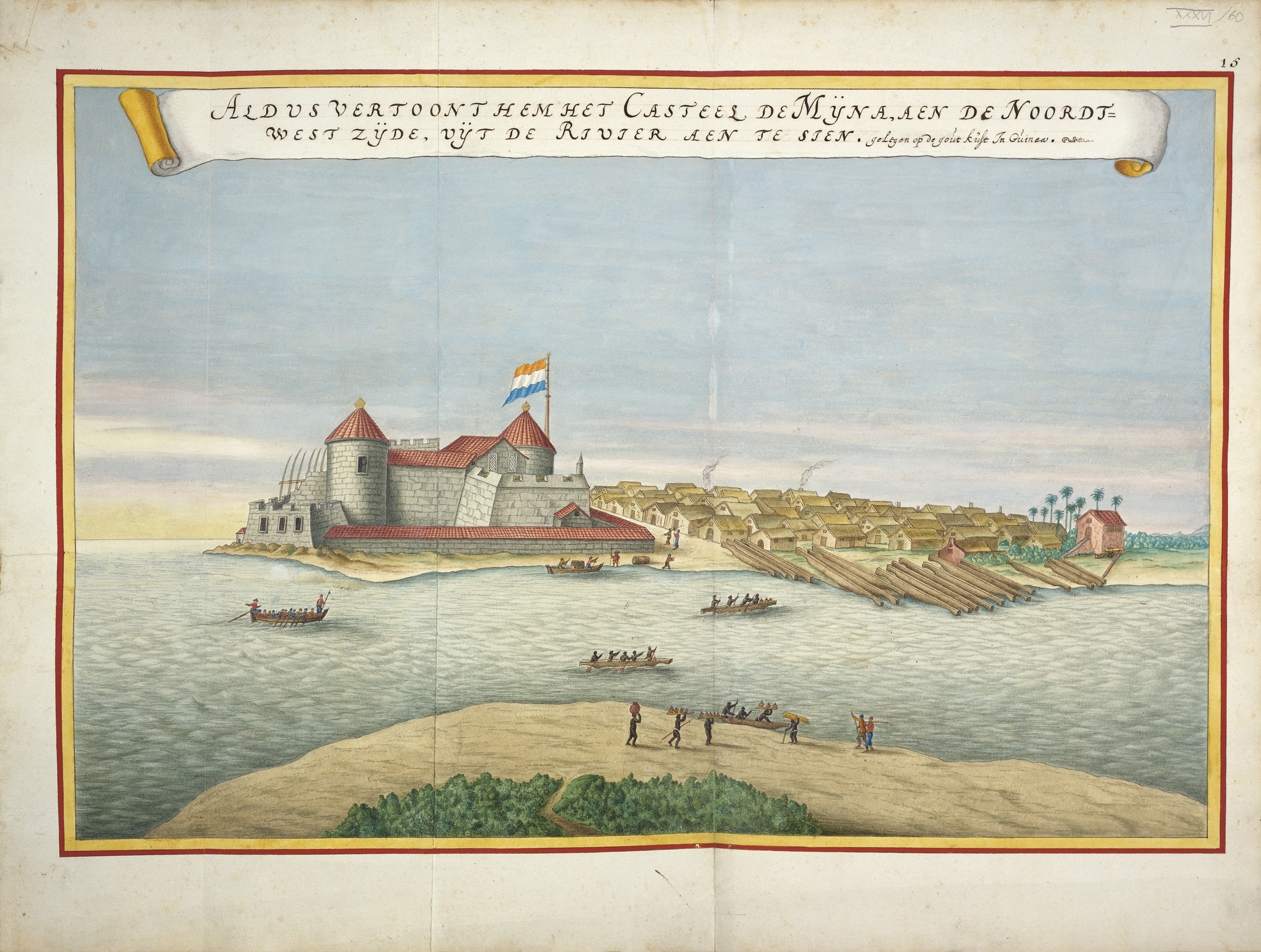
Fort Elmina aan de goudkust van Guinea

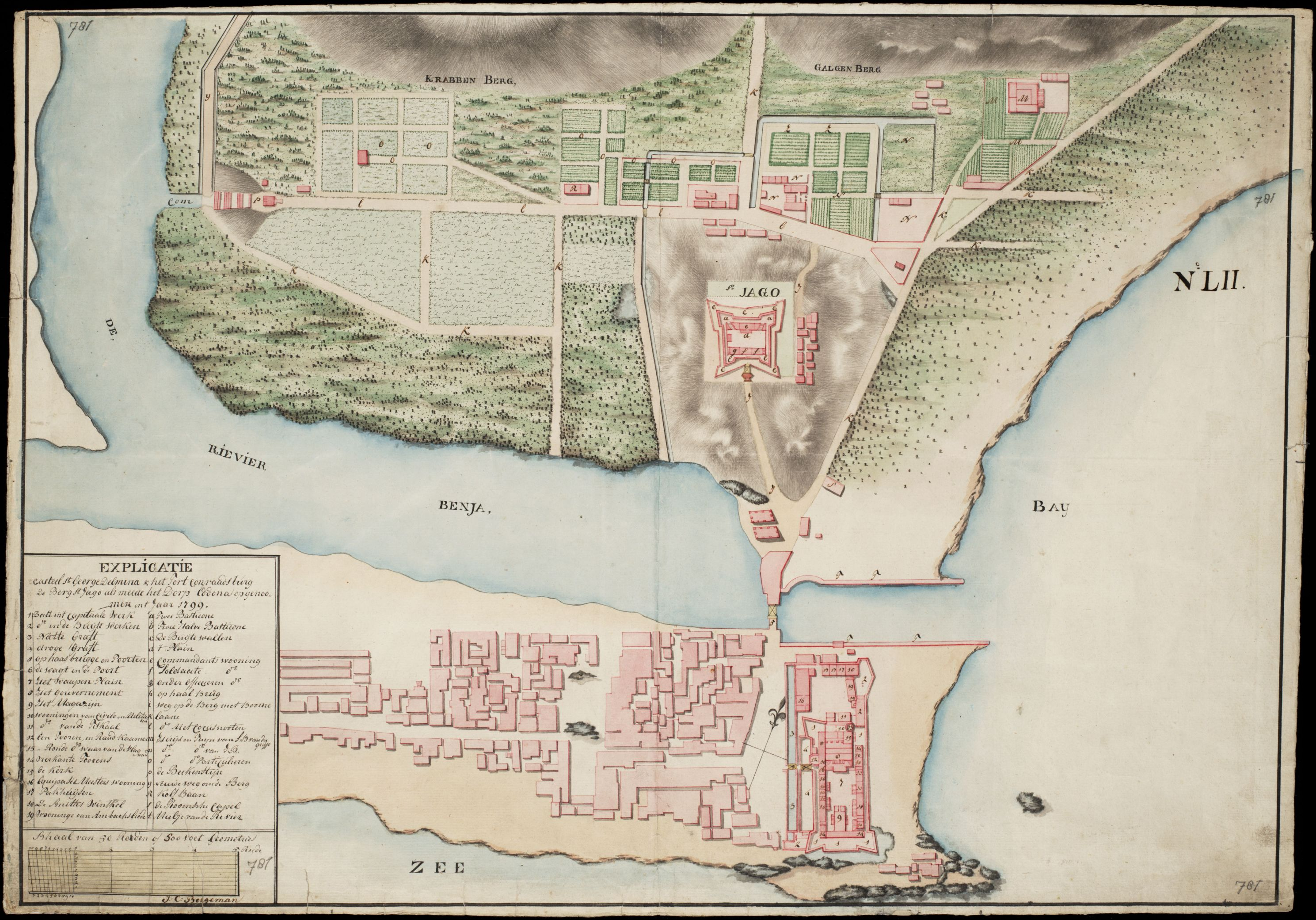
Kaart van Elmina in 1799

De forten die in Nederlandse handen waren:
- Fort Amsterdam
- Fort Apollonia
- Fort Batenstein
- Carolusburg
- Christiansborg
- Coenraadsburg/ Sint Jago
- Crevecoeur
- Fort Dorothea
- Elise Cartago
- Fort English
- Fort Goede Hoop
- Fort Hollandia (Groß-Friedrichsburg)
- Fort bij Kpone
- Fort Lijdzaamheid
- Fort Metalen Kruis
- Munfort
- Fort Nassau
- Fort Oranje
- Ruychaver
- Santo Antonio de Axim
- Fort Sint George/ Sao Jorge da Mina (Elmina hoofdfort)
- Fort San Sebastian (Fort Chama)
- Fort Singelenburgh (Keta)
- Fort Vredenburg
- Fort Witsen ook genoemd Fort Taccorary